# Buena Vista (Cabimas)
Buena Vista es uno de los sectores que conforman la ciudad de Cabimas en el estado Zulia, Venezuela, pertenece a la parroquia Carmen Herrera. Buena Vista fue fundado en los años 1970, luego del abandono de parte del patio de tanques de la Salina, que en fotografías aéreas de 1968 aparece abarcando hasta la Av. Carnevalli. Buena vista fue construido bajo un esquema ordenado a diferencia de otros sectores de la ciudad y es sitio de algunas de las residencias más costosas.

## Ubicación
Se encuentra entre los sectores Tierra Negra y Miraflores Cabimas al este (Av. Miraflores), Las Palmas y talleres centrales de La Salina al oeste (Av. La Rosa), el llamado Centro Viejo al norte (Av. Carnevalli) y el patio de tanques de La Salina al sur.

## Zona Residencial
Buena vista constituye la zona de las residencias costosas de la ciudad, todas son quintas, en un rincón antes de que el sector se construyera está el Centro Médico de Cabimas, fundado en 1953. en otro lado está un consecionario de autos y la sede de la Cámara de Industria y Comercio de Cabimas (CAICOC), al lado de CAICOC y un taller está el IPAS ME un centro asistencial del ministerio de educación construido en 1983. Los tribunales de Cabimas se encuentran en la av la Rosa, así como otras construcciones, el edificio de muebles Levine y las ruinas del Cine Petrolandia. En la av Buena Vista está el Centro Comercial Costa Este, construido en 1996.

## Vialidad y Transporte
Las calles de Buena Vista no están en buen estado, sobre todo la Carnevalli que está en un estado de eternos trabajos de redes de tuberías, las mejores vías son las que rodean al sector, la Av. Miraflores y la Rosa. Por la Av. Carnevalli y Miraflores pasan los carros de Bello Monte, y los de Concordia pasan por Miraflores, otras líneas como Corito, El Lucero, Gasplant y Nueva Cabimas pasan por Av. la Rosa o por la Av. Hollywood y a veces por la Av. Buena Vista.

## Sitios de Referencia
- Centro Médico de Cabimas
- IPAS ME Proveeduría
- Cámara de la Industria y Comercio de Cabimas (CAICOC)
- Sede de los Tribunales
- Centro Comercial Costa Este
- Colegio Coquivacoa